# آلیس کانر
آلیس کانر (انگلیسی: Alice Connor؛ زادهٔ ۲ اوت ۱۹۹۰) بازیگر اهل بریتانیا است. وی از سال ۱۹۹۸ میلادی تاکنون مشغول فعالیت بوده‌است.
از فیلم‌ها یا مجموعه‌های تلویزیونی که وی در آن‌ها نقش داشته‌است، می‌توان به داستان یک شوالیه و جنایت و مکافات اشاره نمود.